# Livierenbos
Het Livierenbos (Frans: Bois de la Louvière) is een bos op de grens van de Vlaamse Ardennen in Zuid-Oost-Vlaanderen  en het Waalse Pays des Collines in Henegouwen (België). Het maakt deel uit van de bossengordel op de getuigenheuvels van de streek (waaronder het Brakelbos en de Everbeekse bossen). Het bosgebied ligt pal op de taalgrens in het gebied tussen de gemeenten Brakel en Vloesberg (Flobecq). Het Waalse deel wordt ook Forêt domaniale de Flobecq - Domeinbos Vloesberg genoemd.
Het bos bijna volledig gelegen in Vloesberg, enkel de uitlopers  ervan (onder andere op de 'Buistemberg') liggen in Brakel. Het bos is erkend als 'Site de Grand Intérêt Biologique' (SGIB552). Het Livierenbos is (samen met het Pottelbergbos (Bois du Pottelberg), uitloper van het Vlaamse Brakelbos in D'Hoppe (La Houppe)) beschermd als Europees Natura 2000-gebied onder de naam 'Vallée de la Rhosnes' (BE32004C0) (aan Vlaamse zijde worden de uitlopers van het Livierenbos op de Buistemberg (Hayesbos, Everbeekse bossen) en Tenbergen (Bovenlopen Zwalm) Europees beschermd als 'Bossen van de Vlaamse Ardennen en andere Zuid-Vlaamse bossen' (BE2300007)). In 2017 werd (zo raakte in 2023 bekend) in het Livierenbos net op de grens tussen Brakel en Vloesberg de eerste wolf in Vlaanderen gespot.

## Landschap
Het Livierenbos ligt in het erg reliëfrijke landschap van de Vlaamse Ardennen en het Pays des Collines, met steile valleiwanden, glooiende heuvels en diep ingesneden beekdalen. Het toponiem Bois de la Louvière, in het Nederlands Livierenbos, heeft een Romaanse oorsprong en duidt een verblijfplaats van wolven aan. Er werden hier tot in de 17de eeuw wolven waargenomen, wat telkens tot verwoede klopjachten aanleiding gaf. Het bos stond ook bekend om zijn grote hoeveelheden geneeskrachtige kruiden. Aan de rand van het Livierenbos ligt de Trimaarzate, het talud van de voormalige mijnwerkersspoorlijn 82 (in het verlengde van het Mijnwerkerspad voorbij het voormalige stationnetje van Opbrakel). Aan het bos staat de Kapel van Crépion en in de buurt van het bos staat ook de Chapelle Sainte-Anne.

## Fauna
Het Livierenbos verschaft onderdak aan talrijke diersoorten, waaronder middelste bonte specht, wespendief, buizerd, ree en vos.

## Flora
Het Livierenbos is een zogenaamd Atlantisch beukenbos ('kathedraalbos') dat dus vooral bestaat uit beuken. Het gebied wordt gekenmerkt door voorjaarsbloeiers. In de lente zorgt de boshyacint er immers voor een bontgekleurd lappendeken. In de dichte kruidlaag groeien onder andere klimop, adelaarsvaren, dubbelloof en wijfjesvaren.

## Natuurbeleving
Het Livierenbos is deels privédomein, deels openbaar domeinbos. Er kan gewandeld worden op de centrale bosdreef. Verschillende bewegwijzerde wandelpaden (Tweebossenpad, Taalgrenswandelroute T6, Wandelroute E2, Streek-GR Vlaamse Ardennen, Wandelroute GR5A), de wandelknooppuntennetwerken 'Pays des Collines' / 'Getuigenheuvels Vlaamse Ardennen' en de Livierenbos-menroute doen het gebied aan.

## Afbeeldingen

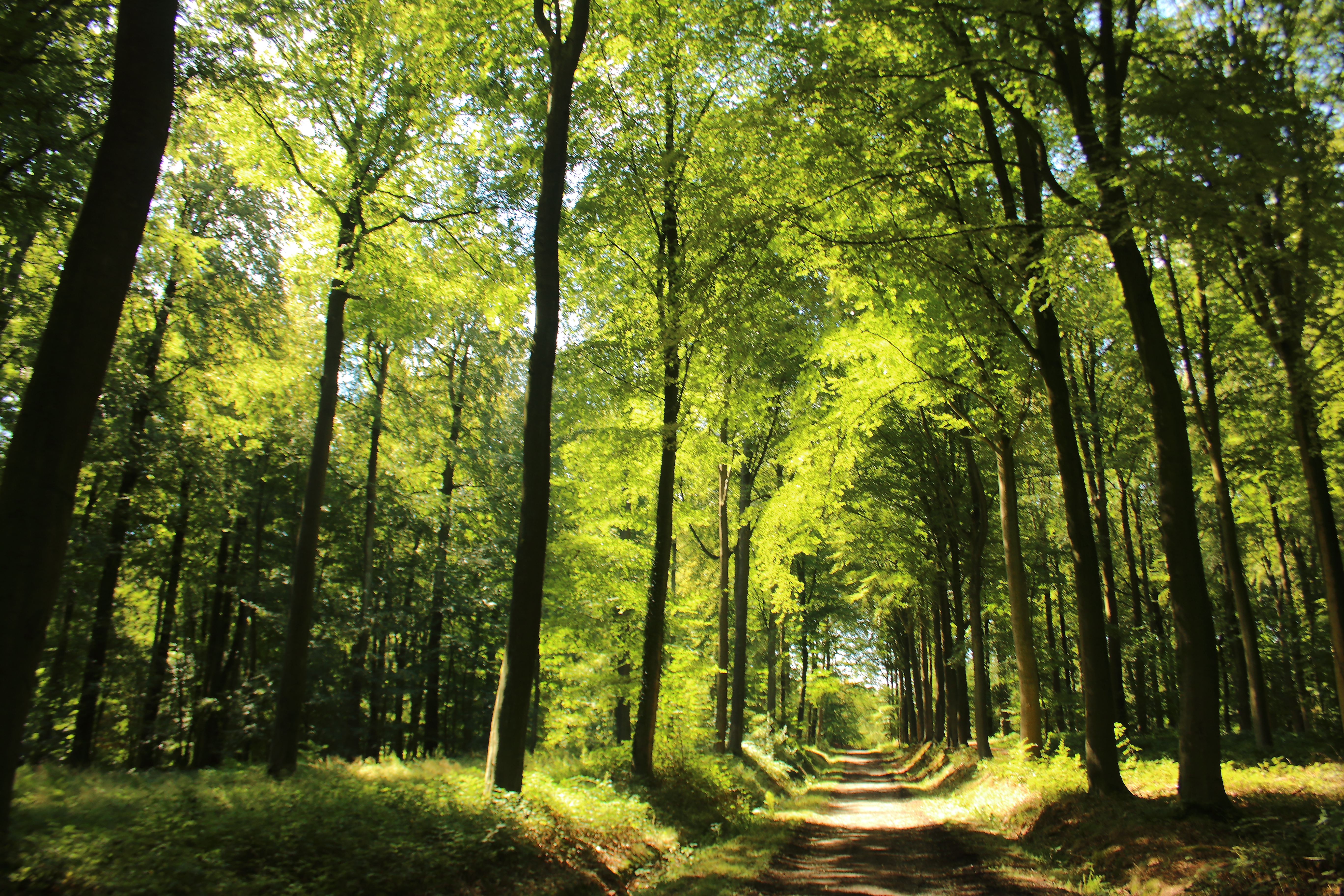
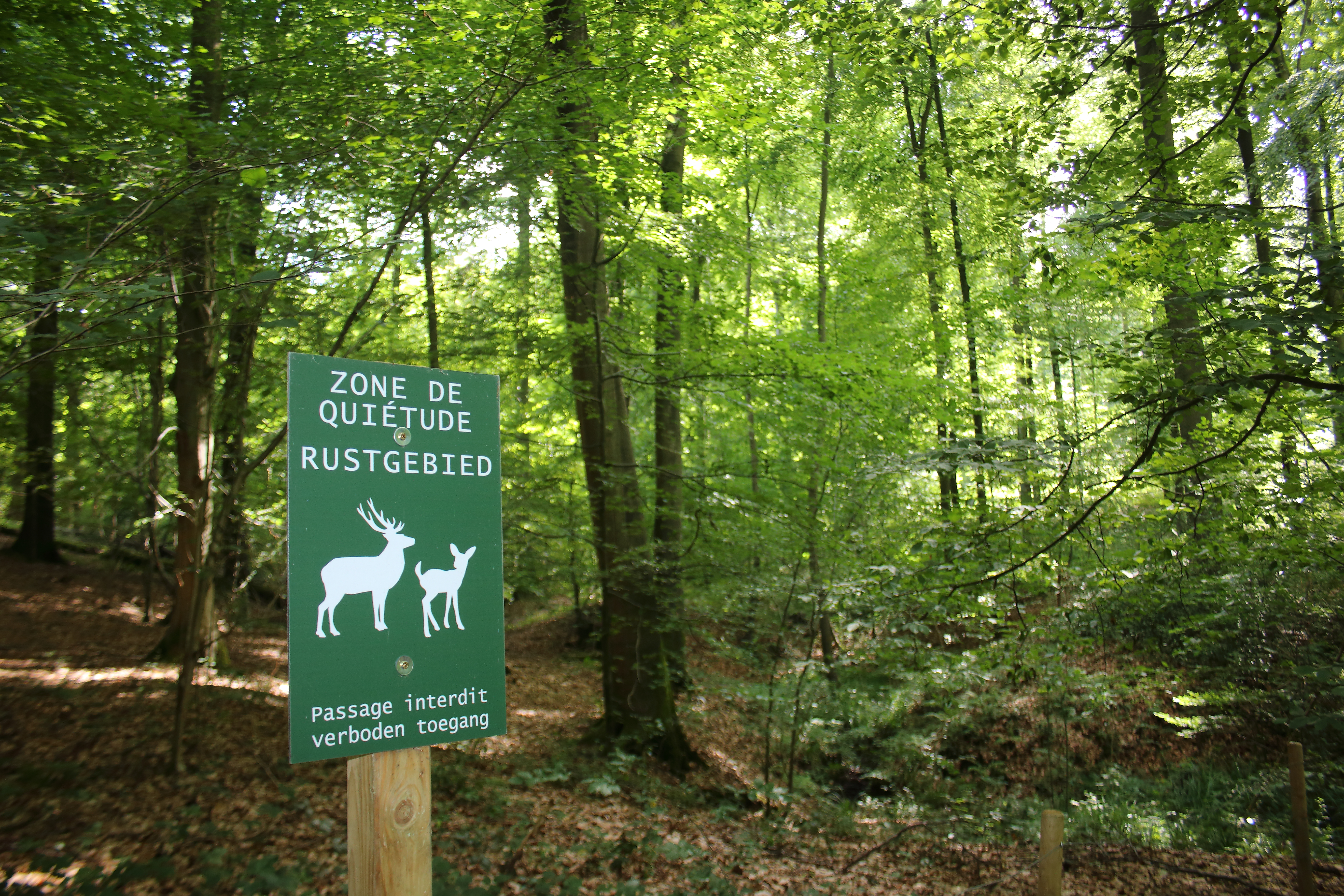
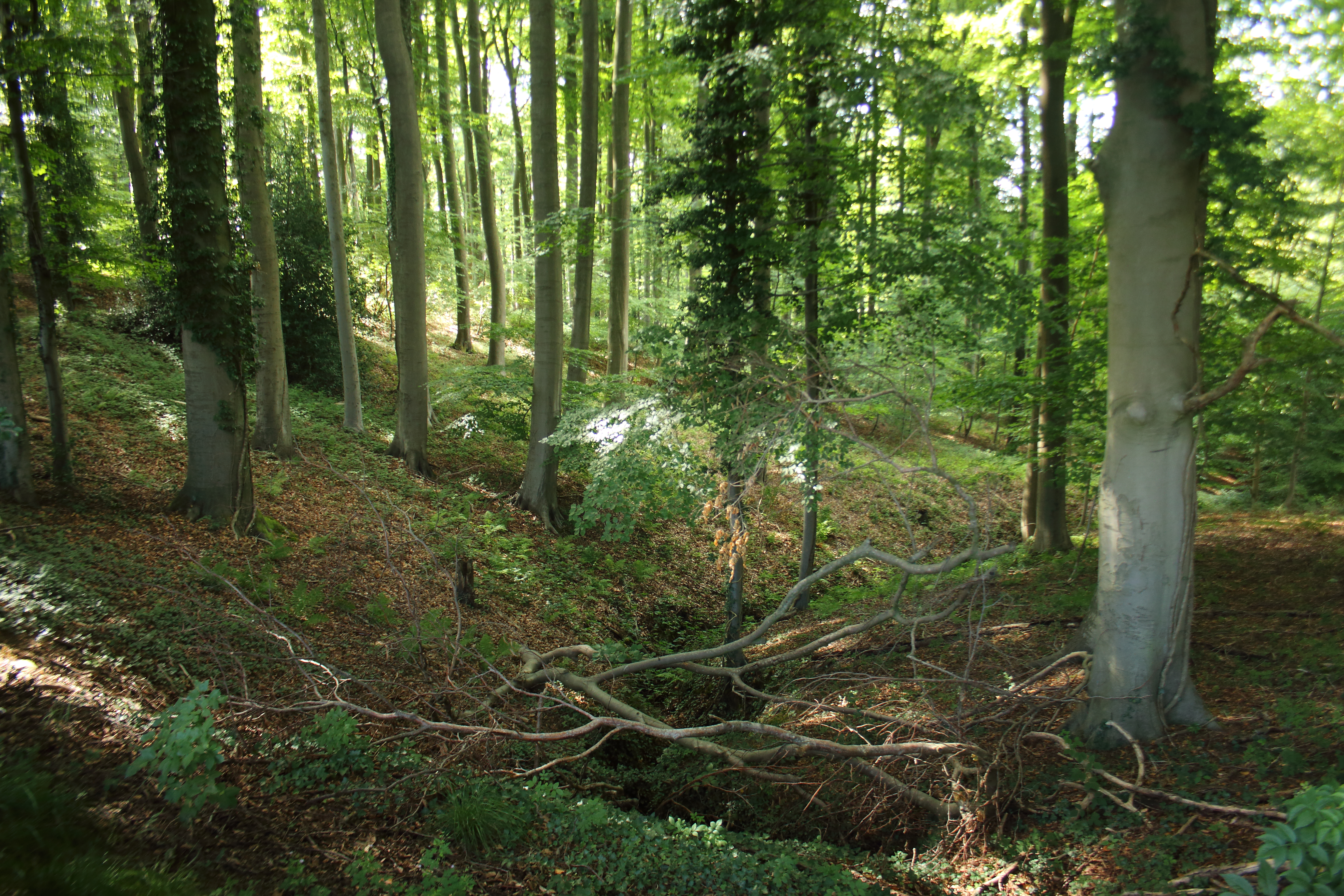
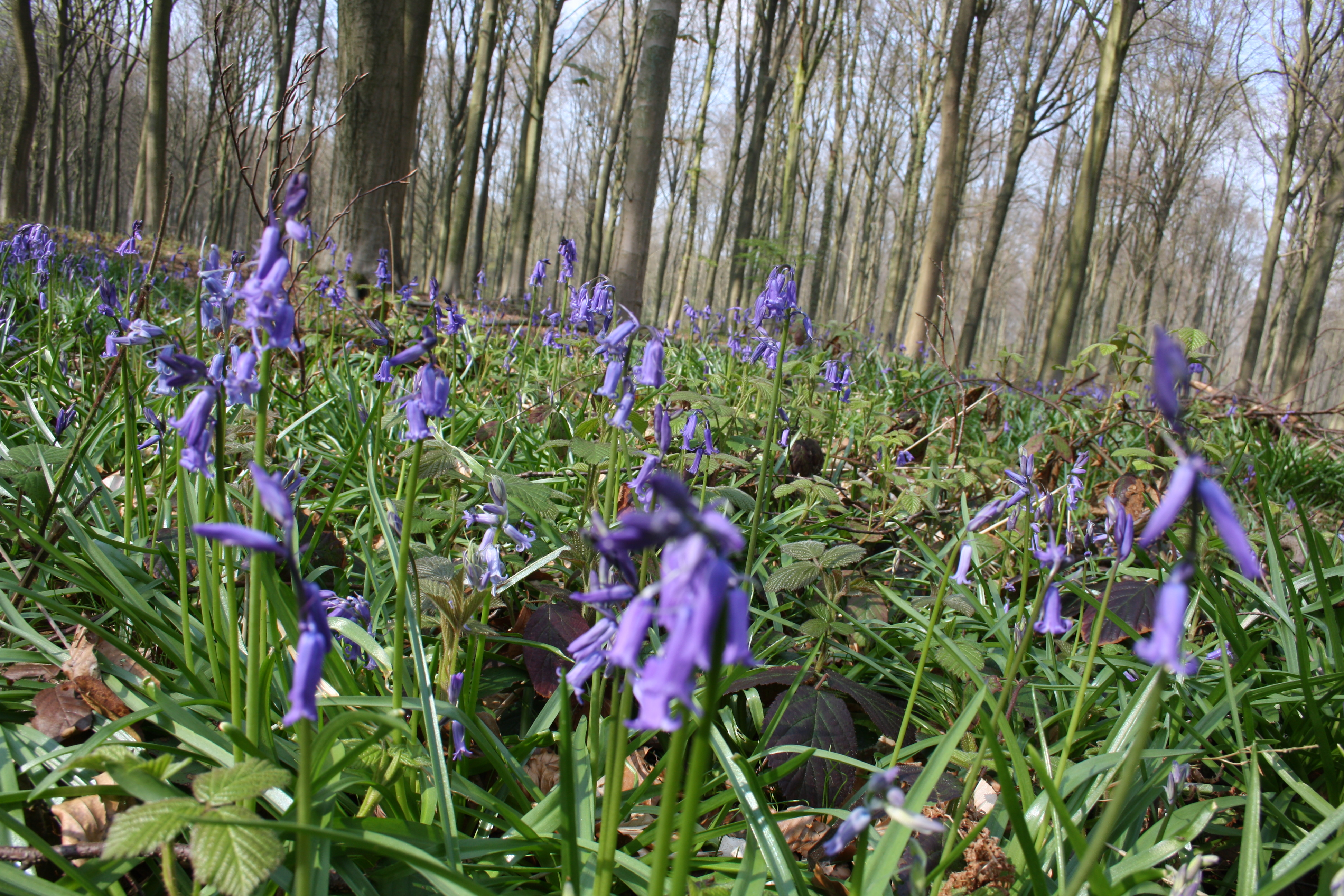
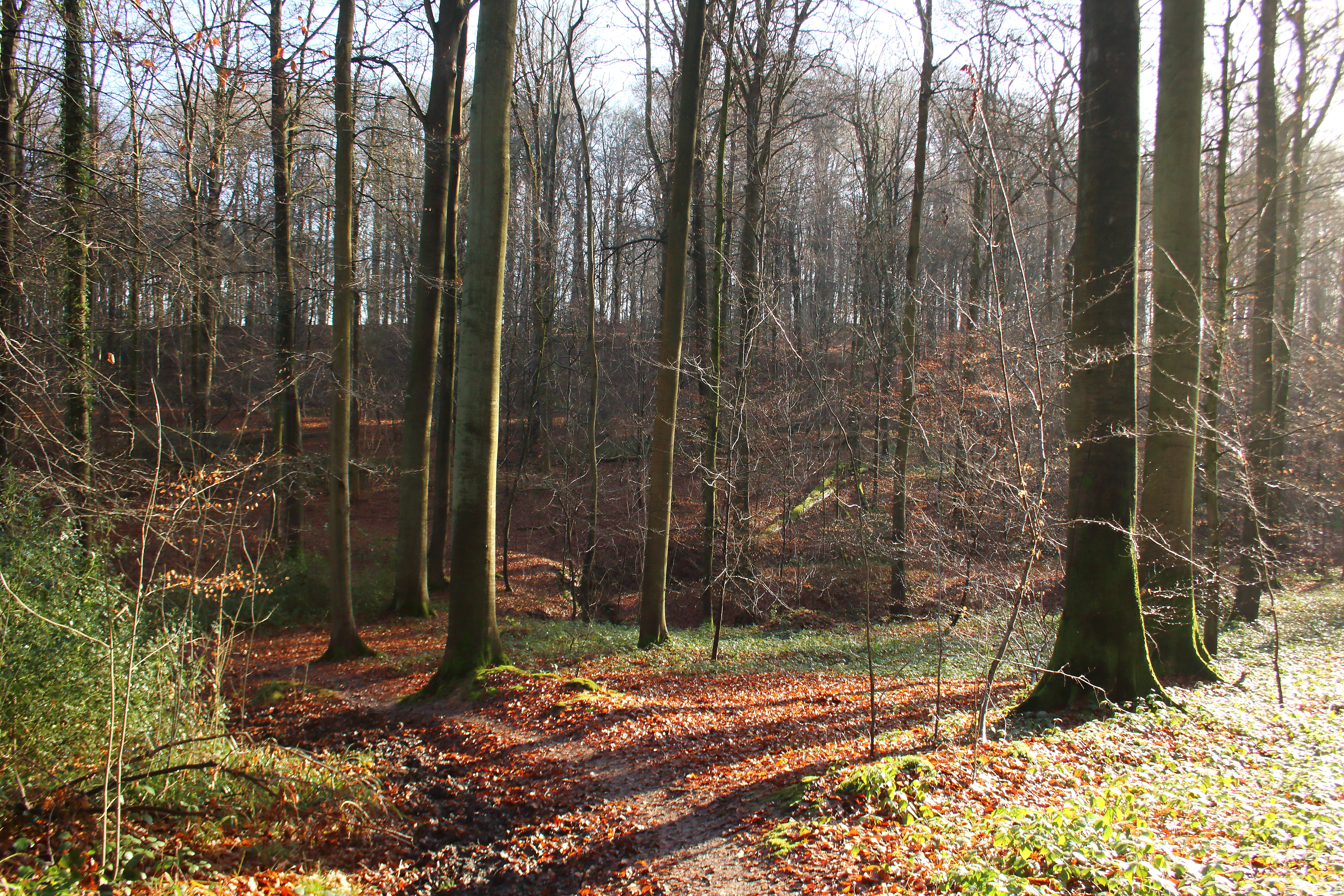
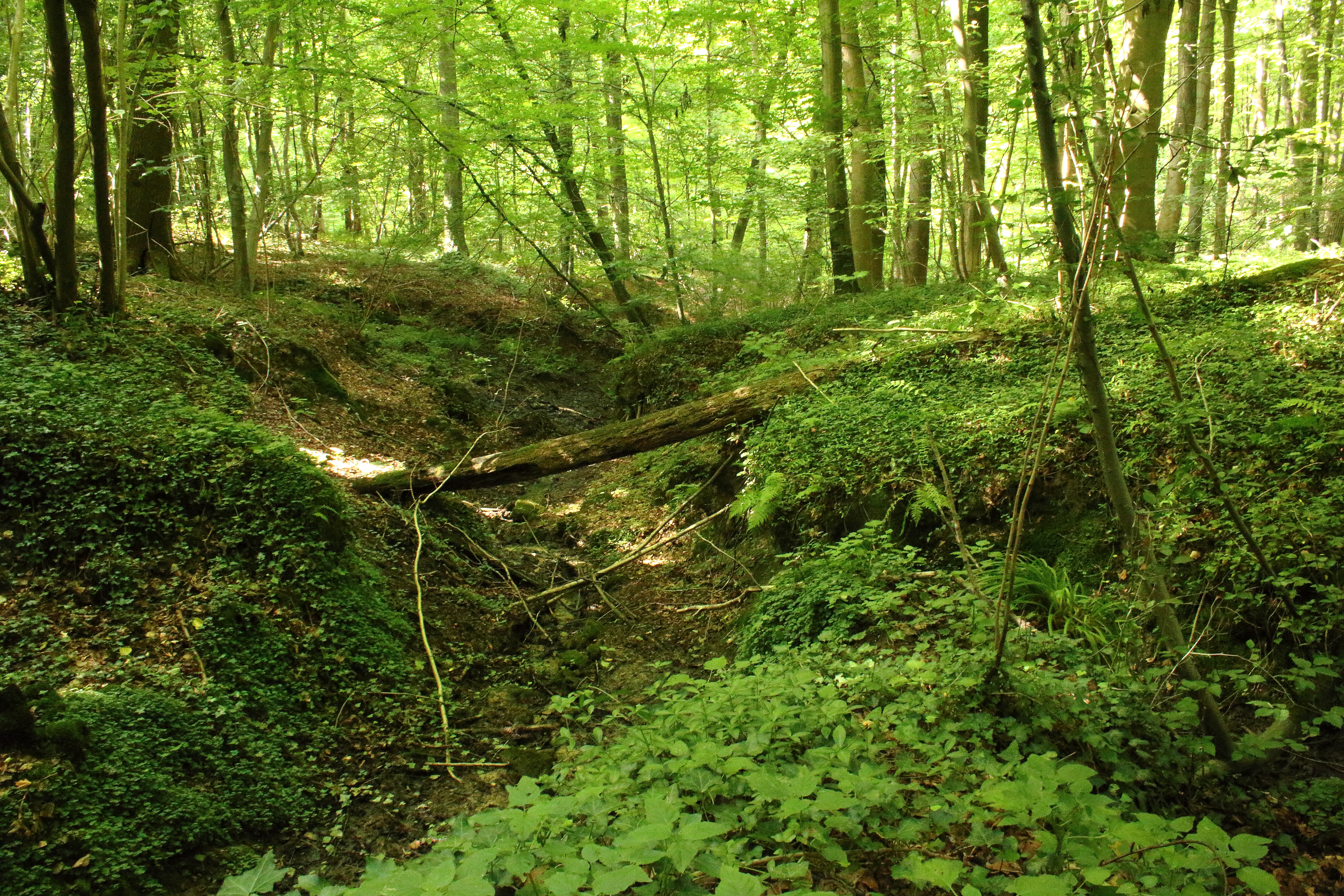